# Barbara McMahon
Barbara McMahon (1 de julio de 1961 en Virginia, EE. UU.) es una popular escritora estadounidense con más de 65 novelas románticas publicadas en Harlequin Enterprises Ltd. desde 1984.

## Biografía
Barbara McMahon nació el 1 de julio y se crio en el norte de Virginia. Luego se trasladó a California para asistir a la Universidad de California, Berkeley. Trabajó en la industria de la informática durante años. 
Barbara es miembro de Romance Writers of America, Novelists, Inc. y la NSDAR.

### Novelas
- Come into the Sun (1984)
- Bluebells on the Hill (1986)
- Winter Stranger, Summer Lover (1987)
- Island Paradise (1992)
- One Love Forever (1992)
- Love's Fantasy (1993)
- Love's Unexpected Turn (1993)
- Miss Prim and Proper (1993)
- A Bride to Love (1993)
- Living for Love (1994)
- Cowboy's Bride (1995)
- Shining Through (1995)
- Triumph of Love (1995)
- Wanted, Wife and Mother (1995)
- One Stubborn Cowboy (1995)
- Bride of a Thousand Days (1996)
- Boss Lady and the Hired Hand (1997)
- Santa Cowboy (1997)
- Rent-A-Cowboy (1997)
- Trial Engagement (1998)
- Wanted, Perfect Wife (1998)
- Daddy and Daughters (1998)
- Temporary Father (1998)
- Yours for Ninety Days (1999)
- Banished (1999)
- The Cowboy and the Virgin (1999)
- The Husband Campaign (1999)
- Bachelor's Baby Promise (2000)
- The Substitute Wife (2001)
- The Marriage Test (2001)
- Starting with a Kiss (2001)
- His Secretary's Secret (2002)
- The Sheikh's Proposal (2002)
- The Tycoon Prince (2003)
- His Convenient Fiancee (2003)
- The Boss's Convenient Proposal (2003)
- She's Expecting (2003)
- The Rancher's Bride (2004)
- Marriage in Name Only (2004)
- Her Spanish Boss (2004)
- The First Day (2004)
- Her Desert Family (2004)
- Crazy About You (2004)
- Winning Back His Wife (2005)
- Snowbound Reunion (2006)
- The Nanny and the Sheikh (2006)
- His Inherited Wife (2006)
- The Sheikh's Secret (2006)
- The Last Cowboy Hero (2007)
- Forbidden Brother (2007)
- The buss's little miracle (2008)

### Serie Western Weddings
1. Wyoming Wedding (1996)
2. Angel Bride (1996)
3. Bride on the Ranch (1997)

### Serie Sheik
1. Sheik Daddy (1996)
2. The Sheik's Solution (2000)

### Serie Identical Twins
1. Cinderella Twin (1998)
2. The Older Man (1998)

### Serie Beaufort Brides
1. Marrying Margot (1999)
2. A Mother for Mollie (2000)
3. Georgia's Groom (2000)

### Serie Babies On The Way
1. Their Pregnancy Bombshell (2005)
2. Pregnant: Father Needed (2005)

### Serie The House Of Poppin Hill
1. The Girl Who Came Back (2005)
2. Lies That Bind (2006)
3. Truth Be Told (2006)

### Antologías en colaboración
- Desert Desires (2002) (con Sophie Weston)
- Crazy About You / Deal for Love (2004) (con Gywnn Morgan)
- Single with Kids / The First Day (2004) (con Lynnette Kent)
- Plain Jane Makeover (2005) (con Penny Jordan y Miranda Lee)
- Falling for the Boss (2005) (con Helen Brooks y Cathy Williams)
- Royal Proposals (2006) (con Robyn Donald y Marion Lennox)
- His Convenient Woman (2007) (con Diana Hamilton y Cathy Williams)

### Novelas gráficas
- A Prince Needs A Princess (2006) arte de Reiko Kishida, historia original The Tycoon Prince

### No ficción
- The Complete Guide to Buying Property in Italy: Buying, Restoring, Renting, Letting and Selling (2004)